# Europaeum
Europaeum — объединение 12 европейских университетов из 10 стран, основанное в 1990/91 году по инициативе Оксфордского университета для содействия межнациональному и межкультурному диалогу в Европе.
В состав объединения входят следующие университеты:
| Страна         | Университет                                 |
| -------------- | ------------------------------------------- |
| Испания        | Университет Помпеу Фабра (Барселона)        |
| Швейцария      | Женевский институт международных отношений  |
| Польша         | Ягеллонский университет (Краков)            |
| Нидерланды     | Лейденский университет                      |
| Люксембург     | Люксембургский университет                  |
| Испания        | Университет Комплутенсе (Мадрид)            |
| Германия       | Мюнхенский университет Людвига-Максимилиана |
| Великобритания | Оксфордский университет                     |
| Франция        | Университет Париж 1                         |
| Чехия          | Карлов университет (Прага)                  |
| Шотландия      | Сент-Эндрюсский университет                 |
| Финляндия      | Хельсинкский университет                    |

Бывшие участники:
| Страна   | Университет           |
| -------- | --------------------- |
| Италия   | Болонский университет |
| Германия | Боннский университет  |